# Шипотень
Шипотень (рум. Șipoteni) — село у Гинчештському районі Молдови. Утворює окрему комуну.

## Населення
За даними перепису населення 2004 року у селі проживали 842 особи.
Національний склад населення села:
| Національність   | Кількість осіб | Відсоток   |
| ---------------- | -------------- | ---------- |
| молдавани румуни | 834 3          | 99,0% 0,4% |
| українці         | 3              | 0,4%       |
| гагаузи          | 2              | 0,2%       |
| Всього           | 842            | 100%       |